# Icterus chrysater
El turpial toche (Icterus chrysater), también conocido como turpial dorsidorado, turpial montañero, bolsero dorso dorado, o simplemente toche, es una especie de ave paseriforme de la familia Icteridae nativa de  México, América Central, Colombia y Venezuela. Su hábitat natural se compone de bosque y sabana. Se distinguen cuatro subespecies que se distribuyen en 3 poblaciones alopátricas.

## Distribución y hábitat
Es nativo de México, Belice, Guatemala, El Salvador, Honduras,costa rica, Nicaragua, Panamá y Colombia.
Su hábitat natural se compone de bosque subtropical y tropical y sabana, desde el nivel del mar hasta 2500 m s. n. m., aunque ha sido observado hasta una altitud de 2900 m s. n. m. Prefiere bosques abiertos y matorrales. Es una especie común en bosques de pino-encino, aunque ocurre también en bosque nuboso y plantaciones de plátano.

También se le conoce como turpial montañero y curillo, es muy común encontrarlos en los cafetales muy cerca de los humanos, sus bellos cantos y color lo hacen muy atractivo para servir de adorno en las casas.

## Subespecies
Se distinguen las siguientes subespecies:
- Icterus chrysater chrysater (Lesson, 1844)
- Icterus chrysater giraudii Cassin, 1848
- Icterus chrysater hondae Chapman, 1914
- Icterus chrysater mayensis Van Rossem, 1938